# إدوين إيرل
إدوين إيرل (بالإنجليزية: Edwin Earle)‏ (17 يونيو 1905 في المملكة المتحدة - 22 أكتوبر 1987) هو لاعب كرة قدم بريطاني (وحمل سابقاً جنسية المملكة المتحدة لبريطانيا العظمى وأيرلندا) في مركز الوسط. لعب مع كريستال بالاس ونادي بيرنلي ونادي بليث سبارتانز وGresley Rovers F.C. ‏ ونادي نيلسون ونادي بوسطن تاون ‏ وWisbech Town F.C. ‏ ونادي بوسطن يونايتد.